# وولودیمیر ایوانوف
وولودیمیر ایوانوف (اوکراینی: Володимир Тимофійович Іванов؛ زادهٔ ۱۰ سپتامبر ۱۹۴۰) بازیکن والیبال اوکراینی‌تبار اهل شوروی است.